# Direction départementale de la Cohésion sociale
 (juin 2024).
Si vous disposez d'ouvrages ou d'articles de référence ou si vous connaissez des sites web de qualité traitant du thème abordé ici, merci de compléter l'article en donnant les références utiles à sa vérifiabilité et en les liant à la section « Notes et références ».
En France, les directions départementales de la cohésion sociale (DDCS) ou directions départementales de la cohésion sociale et de la protection des populations (DDCS-PP) sont des anciens services déconcentrés de l'État français, prenant la forme d'une direction départementale interministérielle (DDI), officiant auprès du préfet de département dans les domaines de la politique sociale, du logement, de la politique de la ville, de la jeunesse, des sports, de la vie associative et, le cas échéant, de la protection des populations.

## Historique
Depuis le 1er janvier 2010, dans le cadre de la révision générale des politiques publiques (RGPP), les DDCS ont remplacé diverses directions préexistantes, notamment :
- les directions départementales de la Jeunesse et des Sports (DDJS) ;
- les directions départementales de l'Action sanitaire et sociale (DDASS).

À une exception près, chaque département de plus de 400 000 habitants a sa DDCS tandis que les départements moins peuplés ont une DDCS-PP qui fusionne les services de protections des populations et de cohésion sociale.
En 2021, les services départementaux à la jeunesse, à l'engagement civique, à la vie associative et aux sports intègrent les directions des services départementaux de l'Éducation nationale. Les unités départementales des DIRECCTE (UD-DIRECCTE) et les directions départementales de la cohésion sociale (DDCS) sont réorganisées pour former les directions départementales de l'emploi, du travail et des solidarités (DDETS) et, dans les départements de moins de 400 000 habitants, les directions départementales de l'emploi, du travail, des solidarités et de la protection des populations (DDETS-PP).

## Missions
La direction départementale de la cohésion sociale (DDCS), était notamment chargée des missions suivantes :
- de la politique sociale,
- de la politique de la ville,
- de la jeunesse (accueil collectif de mineurs, politiques éducatives territoriales…),
- des sports (comités départementaux des différents sports…),
- de la vie associative.

Depuis 2021, la direction départementale de l'emploi, du travail, des solidarités a intégrée les anciennes UD-DIRECCTE. Les missions jeunesse, sports, vie associative, engagement civique et politiques de la vie ont été transférées au service départemental à la jeunesse, à l'engagement et aux sports (SDJES). Cependant, certaines des missions politique de la ville ont été reprises par la services de la préfecture.